# NGC 1134

NGC 1134

NGC 1134 هي مجرة حلزونية تقع في كوكبة الحمل. لديها قرص يميل للغاية فيما يتعلق خط الأفق من الأرض. هناك تمديد خارجي ضعيف من هيكل حلزوني في هذه المجرة. وقد أدرجت في أطلس المجرات على أنها غريبة وتصنف كمجرة مع سطوع سطح منخفض وتمتلك انتفاخ متميز في مركزها من قبل تحليل الضوئية. لديها رفيق صغير وبعيد حوالي 7 درجات إلى الجنوب.

## وصلات خارجية
- NGC 1134 على موقع ويكي سكاي: DSS2, SDSS, GALEX, IRAS, Hydrogen α, X-Ray, Astrophoto, Sky Map, Articles and images